# Bloqueio da Wikipédia na Turquia

O logotipo da Wikipédia turca com uma barra de censura cobrindo o texto. Esta versão do logotipo esteve em uso antes de ser substituída por uma barra vermelha.

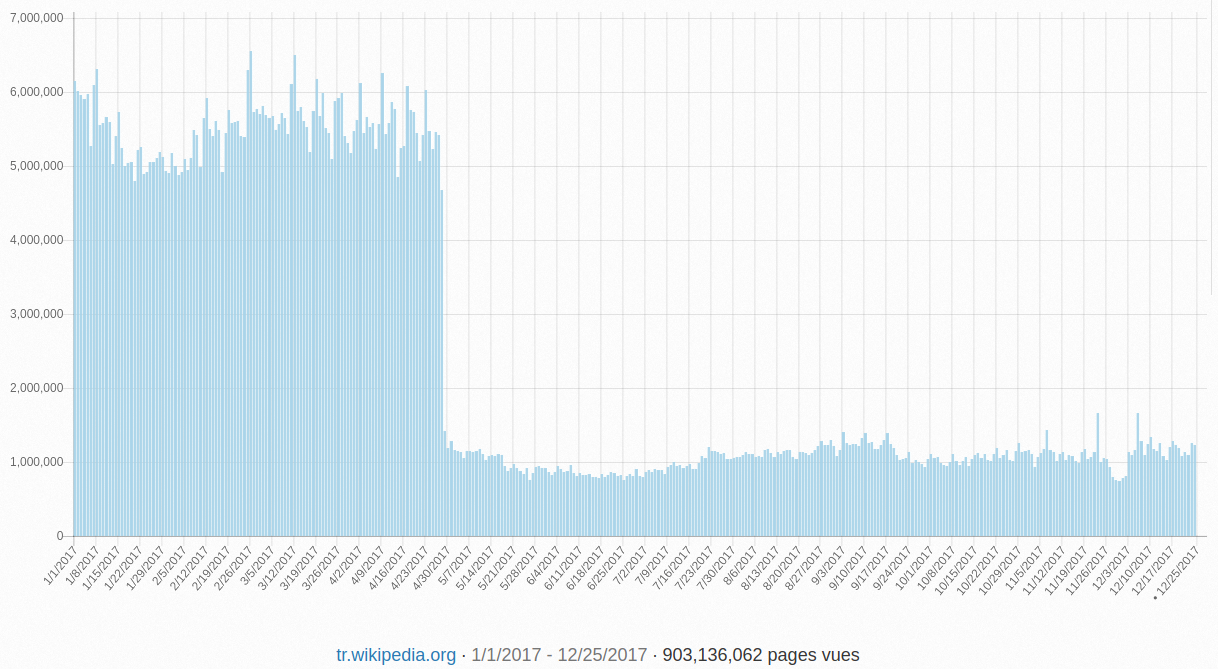
Um gráfico de visualizações de páginas para a Wikipédia em turco de fevereiro a maio de 2017 mostra uma grande queda de cerca de 80% imediatamente após o bloqueio ter sido imposto. Com o conteúdo da Wikipedia sendo abertos, sites alternativos continuam a fornecer as informações fornecidas pela enciclopédia on-line ao público.

A Wikipédia foi bloqueada na Turquia, em 29 de abril de 2017, por autoridades turcas, sem explicações.
Na manhã de 29 de abril de 2017, após a notícia do TurkeyBlocks.org que todas as versões de idioma da Wikipédia haviam sido bloqueadas na Turquia, vários relatórios foram publicados do evento. A BBC informou que as autoridades turcas haviam bloqueado o acesso de todos no país a partir das 5h00 GMT. Nenhuma razão foi dada pela Autoridade de Tecnologias de Informação e Comunicação Turca que declarou simplesmente: "Após análise técnica e jurídica consideração com base na Lei Nº 5651 [que rege a internet], uma medida administrativa foi tomada para este site." A Voice of America relatou que os meios de comunicação turcos explicaram que o bloqueio foi um resultado de "conteúdos  relacionados com o terrorismo". A NDTV disse que o movimento tinha provocado fortes reações nas mídias sociais contra a decisão de negar o acesso a "um dos mais populares sites da web".
A Wikipédia era legível, mas não é editável com FreeWiki pelo Crypt.space na Turquia. Em janeiro de 2018, a Wikipedia ainda estava proibida na Turquia e a diretora executiva da Wikimedia Foundation, Katherine Maher, não sabia por quê. Em 5 de março de 2018, a página do Facebook da Wikipedia iniciou a campanha "We Miss Turkey" (Turco: Özledik) e substituiu a barra preta do censor pelo logotipo da Wikipedia por uma vermelha. Ele também tinha uma hashtag de mesmo nome.
Em 26 de dezembro de 2019, no entanto, o Tribunal Constitucional da Turquia decidiu que o bloqueio da Wikipedia violava os direitos humanos e ordenou que fosse retirado, o que foi posto em prática em 15 de janeiro de 2020.